# Ólafur Gíslason
Ólafur Gíslason (* 7. Dezember 1691; † 2. Januar 1753) war ein evangelisch-lutherischer Bischof von Skálholt im Süden von Island.

## Leben
Ólafur Gíslason wurde als Sohn des Rechtsgelehrten Gísli Ólafsson geboren.
Ihm wurde zunächst 1744 der Bischofsstuhl von Hólar in Nordisland angeboten, aber er lehnte es ab, diesen zu übernehmen. Auch als ihm im darauffolgenden Jahr noch vor Ludvig Harboe das Angebot gemacht wurde, Bischof von Skálholt zu werden, wollte er dies zunächst nicht. Erst 1747, als Ludvig Harboe nach Norwegen ging, um dort das Amt als Bischof von Nidaros anzutreten, entschloss er sich, den Bischofsstuhl von Skálholt doch zu übernehmen und wurde im April 1747 in Kopenhagen zum Bischof geweiht. Er ließ in Skálholt ein neues Schulhaus errichten.
Am 2. Januar 1753 starb Ólafur Gíslason.